# بيل جورج (أستاذ جامعي)
بيل جورج (بالإنجليزية: William W. George)‏ هو مؤلف أمريكي، ولد في 14 سبتمبر 1942.

## وصلات خارجية
- بيل جورج على موقع إن إن دي بي (الإنجليزية)